# TeraPad
TeraPad（テラパッド）は、Windowsプラットフォームで動作するテキストエディターである。日本語圏では、本ソフトウェアは長年に亘って親しまれており、テキストエディターという有名な古参が多いカテゴリにありながらも、専門に扱われた書籍も存在する。
TeraPadは、SDIのインターフェイスを持つが、テラコレクションを使用するとTeraPadをMDIインターフェイス化して使用できる。
TeraPadの名称は作者の寺尾進に由来する。本ソフトウェアは寺西高が開発したターミナルエミュレーターのTera Termとは名称が似ているが、一切の関係は無い。なお、余談ではあるが、本ソフトウェアの初期のバージョンではメニューにアイコンが存在せず、そのアイコンも全く異なるものであった。TeraPadは、2012年11月12日にリリースされたバージョン1.09からの更新が止まっていたが、2022年10月16日にWindows 11環境下での不具合報告を受け約10年ぶりとなる最新版が公開された。

## 特徴
- 排他制御
- 編集に対する「元に戻す（英語版）」と「やり直し」
- 検索&置換
- 矩形選択
- 行番号や桁ルーラーの表示
- 画面分割インターフェイス
- オートインデント
- タブや空白文字を用いた一括インデント編集
- ドラッグ・アンド・ドロップ（D&D）編集
- 禁則処理
- IMEでの再変換
- タブ・空白文字・改行コード・EOFマークなどのエスケープシーケンスの可視化表示
- 編集モード(“標準”・INI・Delphi・Visual Basic・HTML・CSS・JavaScript・Perl・PHP・Ruby・C/C++・Java・HSP・BAT)による構文色分け表示[注 2]
- 引用行の色分け表示（引用符を任意に設定できる）
- URLやメールアドレスの自動認識（認識する文字を任意に設定できる）および関連付けされたアプリケーションの起動
- 外部プログラムの起動（コマンドラインにファイルパスを渡せる）
- 動的データ交換（DDE）によるウェブブラウザでのプレビュー
- 標準入力の取り込み
- 改行コード（CR+LF・CR・LF）と日本語周りを中心とした各種文字コード（Shift-JIS・Unicode・UTF-8・UTF-8N・EUC-JP・JIS）を指定できる
- 文字コードの自動認識（認識したコードで保存できる）
- 印刷およびその内容のプレビュー
- プラグインによる多種多様な機能の組み込み